# تسوتومو فوجيمورا
تسوتومو فوجيمورا (باليابانية: 藤村義) هو مصارع رياضي ياباني، ولد في 28 مارس 1982 في هيكاري في اليابان.

## وصلات خارجية
- تسوتومو فوجيمورا على موقع قاعدة بيانات المصارعة الدولية (الإنجليزية)
- تسوتومو فوجيمورا على موقع أوليمبيديا (الإنجليزية)